# Спартацька сільська рада
Спарта́цька сільська рада (рос. Спартакский сельский совет) — муніципальне утворення у складі Єрмекеєвського району Башкортостану, Росія. Адміністративний центр — село Спартак.

## Населення
Населення — 1105 осіб (2019, 1241 в 2010, 1261 в 2002).

## Склад
До складу поселення входять такі населені пункти:
| Населений пункт         | Населення, осіб (2002) | Населення, осіб (2010) |
| ----------------------- | ---------------------- | ---------------------- |
| Ляхово, присілок        | 21                     | 12                     |
| Новоєрмекеєво, присілок | 103                    | 85                     |
| Піонерський, село       | 205                    | 220                    |
| Спартак, село           | 932                    | 924                    |